# Миллер, Дэвид
Дэ́вид Ми́ллер (14 апреля 1973, Сан-Диего, Калифорния, США) — американский тенор, оперный и поп-исполнитель, один из четырёх солистов группы Il Divo.

## Биография

### Ранние годы
Дэвид Миллер родился 14 апреля 1973 года в Сан-Диего, на юге Калифорнии, однако его детство (начиная с 8 лет) прошло в Литтлтоне, штат Колорадо. В 1991 году окончил Heritage High School в Литтлтоне. Во время учёбы участвовал в школьных постановках (Рустер в «Энни» и Ной в «Two by two»). По окончании учёбы поступил в Оберлинскую консерваторию (Оберлин, Огайо), закончив её впоследствии с отличием по направлениям вокала и оперного театра.

### Начало карьеры
После получения музыкального образования Дэвид выступал в оперных и музыкальных постановках (всего 45 ролей), организуемых известными американскими компаниями, работающими в этой сфере: в роли кавалера де Грие в «Манон», Ромео в «Ромео и Джульетте», Тамино в «Волшебной флейте» и Альфредо в «Травиате», исполнил заглавную роль в опере «Вертер». В 1998 году вместе с другими оперными певцами выступал в Белом доме перед тогдашним президентом США Биллом Клинтоном.
В 1999 году совместно с труппой Лос-Анджелесской оперы выступал на гастролях в Чили, где исполнил роль Тибальта в опере Винченцо Беллини «Капулетти и Монтекки».

### Выход на мировую сцену
В 2000 году состоялся дебют Дэвида Миллера на мировой сцене: им была исполнена роль Тони в Вестсайдской истории в театре Ла-Скала (Милан). В начале 2000-х годов выступал на сцене театра Ла-Скала, в частности, в мировой премьере оперы Марко Тутино «Vita» (также им были исполнены роли в спектаклях на Бродвее, в Питтсбурге и во Фламандской опере). Особенно большим успехом пользовался созданный им образ Родольфо в опере Джакомо Пуччини «Богема» (постановка База Лурмана).

## В составе Il Divo

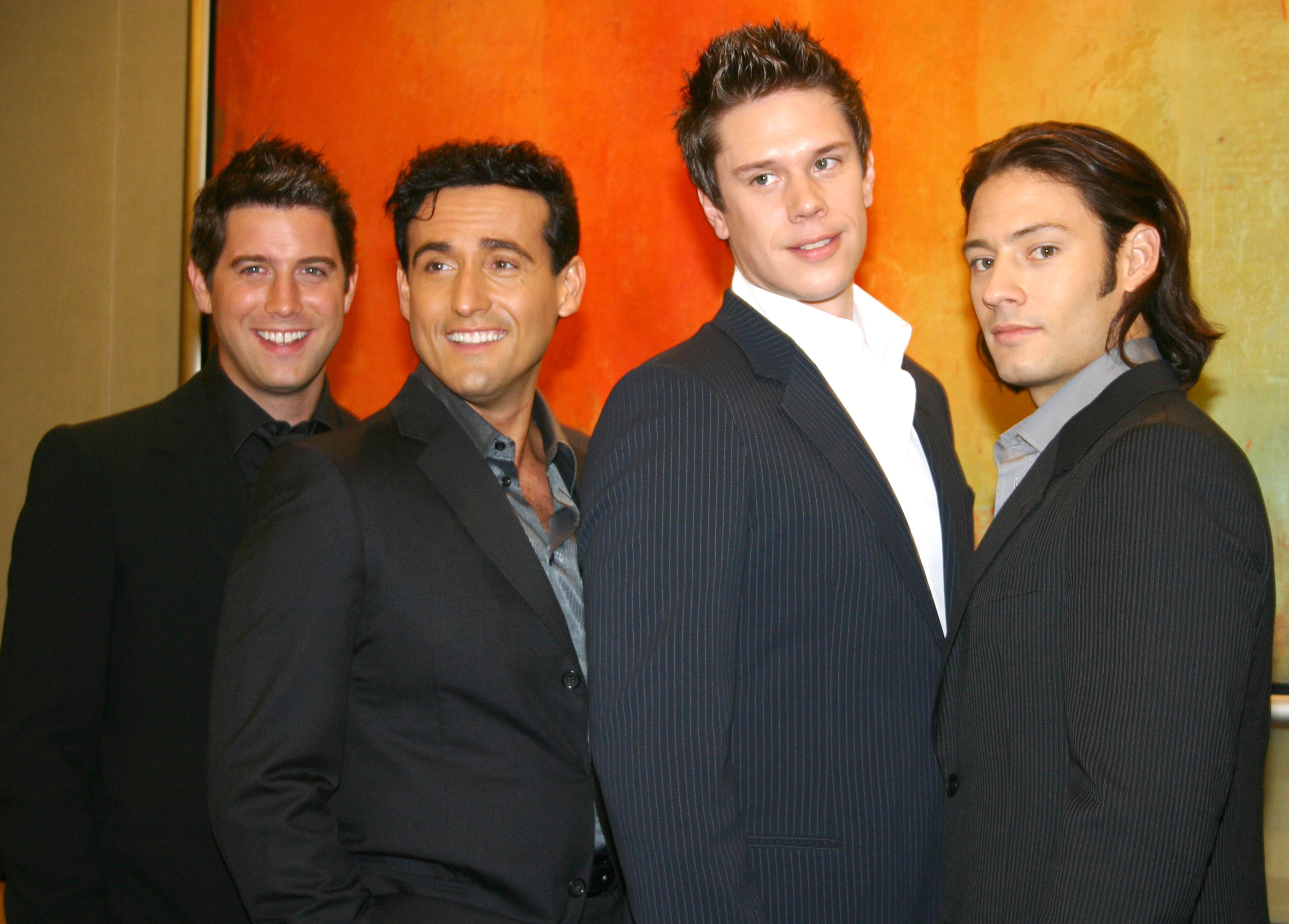
Группа Il Divo в Гонконге (2005). Дэвид Миллер — второй справа.

В декабре 2003 года Дэвид, пройдя предварительный отбор, стал участником международного квартета Il Divo. В 2004 году состоялся выпуск дебютного альбома группы (который так и назывался — «Il Divo»), получившего широкое признание. Через год был выпущен новый альбом — «Ancora», занявший первые места в чартах США, Канады, Австралии, Новой Зеландии, Западной Европы и ряда других стран мира. Впоследствии участвовал в записи других альбомов группы, а также в совместных мировых турне.
В 2007 году Дэвид сделал перерыв в мировом турне квартета, приняв участие в концерте вместе с Chicago Pops Orchestra, исполнив ряд оперных арий, популярных песен и рождественских гимнов.

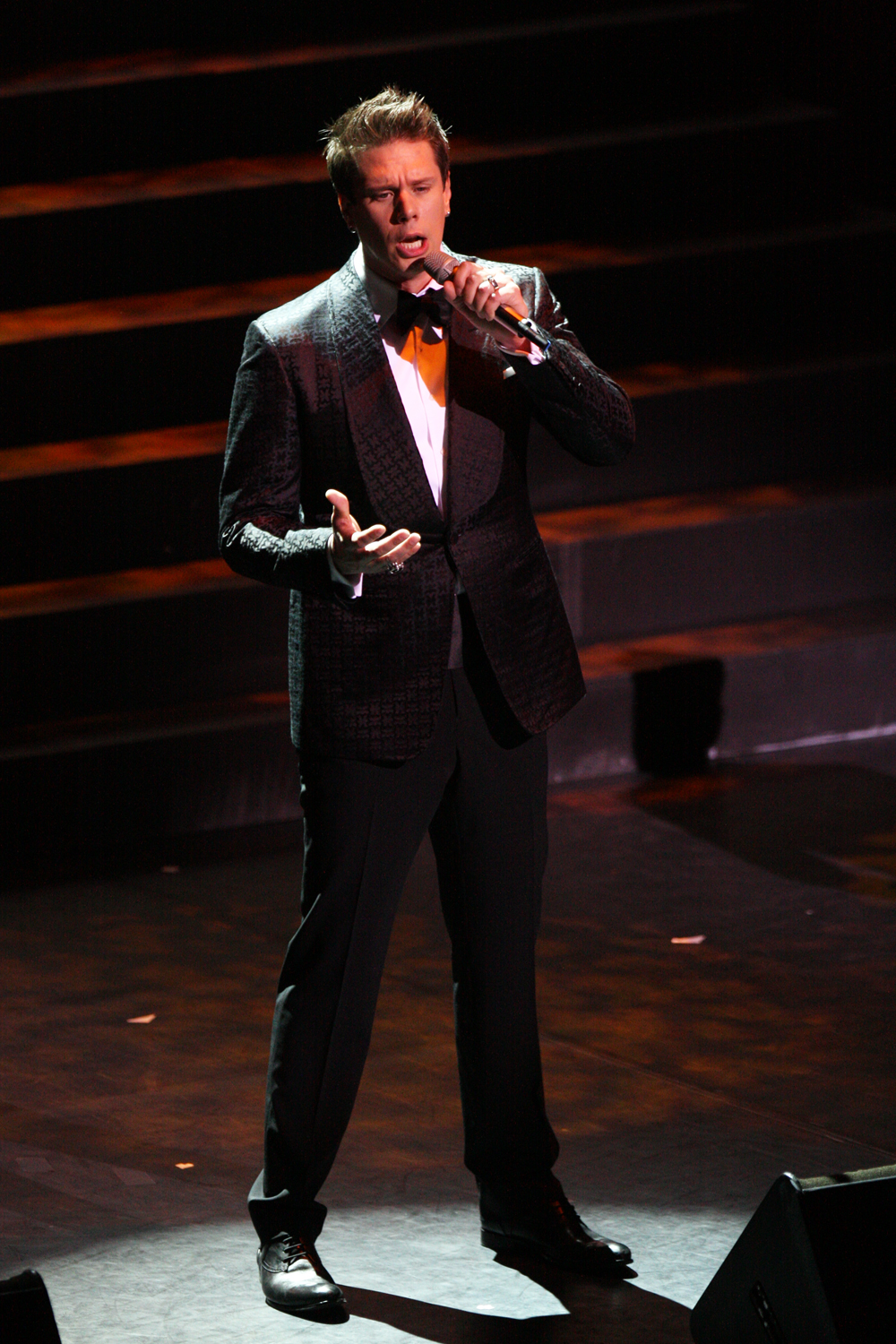
Выступление на концерте Иль-Диво в Сиднее, 2012 год.

## Личная жизнь
В 2009 году женился на американской оперной певице Саре Джой Кабанук (англ. Sarah Joy Kabanuck), с которой встречался перед этим на протяжении 6 лет. Детей нет. Проживает в Нью-Йорке, США.
Владеет в качестве иностранных французским и испанским языками, в некоторой степени — японским.

## Дискография
- Богема (2002)

### В составе Il Divo

#### Студийные альбомы
1. 2004 — Il Divo
2. 2005 — Ancora
3. 2006 — Siempre
4. 2008 — The Promise
5. 2011 — Wicked Game
6. 2013 — A Musical Affair
7. 2015 — Amor & Pasión[англ.]
8. 2018 — Timeless[исп.]
9. 2021 — For Once in My Life: A Celebration of Motown

#### Special Christmas
1. 2005 — The Christmas Collection

#### Сборники
1. 2012 — The Greatest Hits

#### Концертные альбомы
1. 2009 — An Evening with Il Divo - Live in Barcelona
2. 2014 — Live in Japan[англ.]

#### Специальные выпуски
1. 2005 — Il Divo. Gift Edition
2. 2006 — Christmas Collection. The Yule Log
3. 2008 — The Promise. Luxury Edition
4. 2011 — Wicked Game. Gift Edition
5. 2011 — Wicked Game. Limited Edition Deluxe Box Set
6. 2012 — The Greatest Hits. Gift Edition
7. 2012 — The Greatest Hits Deluxe Edition
8. 2014 — A Musical Affair. Exclusive Gift Edition
9. 2014 — A Musical Affair. French Versión

#### Синглы
- Mama[англ.] (2005)
- Un-Break My Heart (2005)
- O Holy Night (2005)
- I Believe in You[англ.] (2006)
- The Time of Our Lives (Il Divo и Тони Брэкстон)[англ.] (2006)
- Nights in White Satin (2006)
- Amazing Grace (2008)
- Wicked Game (Melanchonia) (2011)
- Por una cabeza (2015)
- Si voy a perderte[англ.] (Don’t wanna lose you) (2015)
- Bésame mucho (2015)
- Abrázame[англ.] (2015)
- Quizás, quizás, quizás (2015)